# Siculicidium

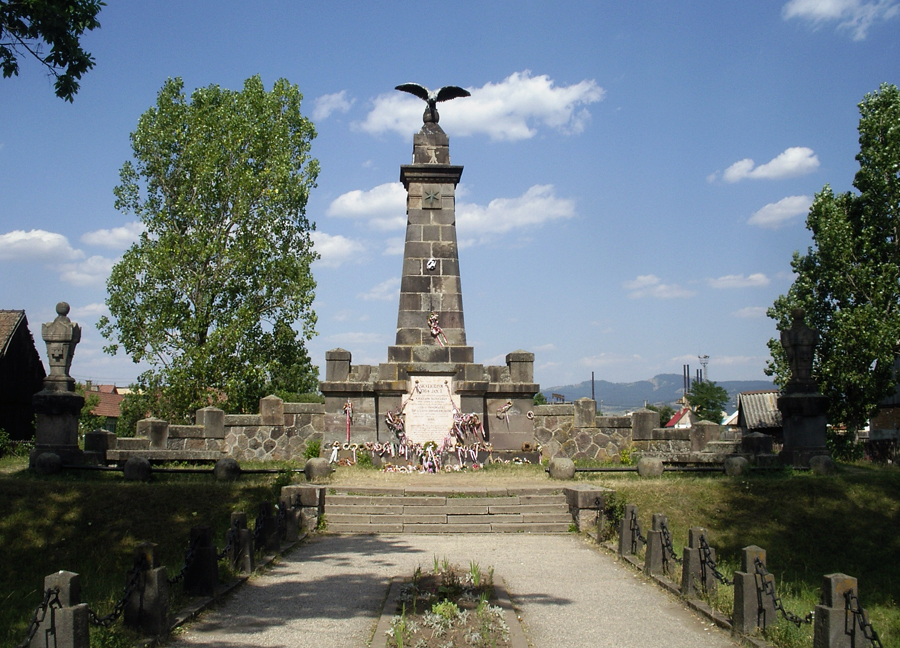
Obelisk in Siculeni, 1899 errichtet

Als Siculicidium wird ein Massaker vom 7. Januar 1764 in Madéfalva (rumänisch Siculeni) bezeichnet, dass durch österreichische Truppen an Széklern begannen wurde, nachdem, wegen der Einrichtung einer Grenzwache, Unruhen im Széklerland ausbrachen.

## Vorgeschichte

Siebenbürgen um 1770

Im Mittelalter unterteilte sich Siebenbürgen als Teil des Königreichs Ungarn in drei sogenannte Nationen: den ungarischen Adligen des Komitats- bzw. Adelsbodens, den Siebenbürger Sachsen des Königsboden, sowie den Széklern im Széklerland. Zu dieser Zeit genossen sowohl der Königsboden als auch das Széklerland weitreichende Autonomie: Die Székler verpflichteten sich zum Dienst in einer Grenzwache, dafür wurden sie von Steuerzahlungen an den ungarischen König befreit. Weiterhin durften die Székler nur durch ihre eigenen Offiziere befehligt werden.
Nach der Schlacht bei Mohács 1526 und der folgenden Beanspruchung des Throns durch die zwei gegeneinander konkurrierenden Anwärter Erzherzog Ferdinand von Habsburg und Johann Zápolya zerfiel das Königreich Ungarn in drei Teile. Im Westen bildete sich das königliche Ungarn, das unter der Oberherrschaft der Habsburger stand. Mittel- und Südungarn wurde durch das Osmanische Reich besetzt. Im Osten bildete sich unter der Herrschaft Zápolyas das ostungarische Königreich, das später zum Großfürstentum Siebenbürgen umgeformt und Protektorat des Osmanischen Reiches wurde. Innerhalb des Großfürstentums Siebenbürgens blieben die Privilegien des Széklerlandes erhalten.
Im Frieden von Karlowitz von 1699 wurde das Königreich Ungarn zwar wieder geeint, jedoch geriet es vollständig unter die Oberherrschaft des Hauses Habsburg. Siebenbürgen blieb innerhalb Österreichs vom Königreich Ungarn eigenständig.
Im Freiheitskrieg gegen die österreichische Herrschaft unterstützten die Székler Franz II. Rákóczi. Im Frieden von Sathmar von 1711 wurden die Székler gezwungen, ihre Waffen abzugeben, ihre Dienste als Grenzwache wurden nicht mehr benötigt. Vorerst behielt das Széklerland seine Privilegien, da sich Österreich damit begnügte, seine Herrschaft zu stabilisieren.
Ab 1750 trat jedoch ein Wandel in der Politik Österreichs in Bezug auf Siebenbürgen ein. Österreich verlor im Zuge seines Erbfolgekrieges mit Schlesien eine seiner reichsten Provinzen und befand sich in einer schlechten finanziellen Lage. Bislang wurden die Entrichtung der Steuern in Siebenbürgen auf die drei Nationen aufgeteilt, die für sich entschieden, wie sie die Steuern aufbrachten. 1754 wurde jedoch eine Steuerreform erlassen, auf Grundlage derer die Steuern individuell zu entrichten waren, das heißt, die Steuerlast wurde für jeden einzelnen Bürger auf Grundlage seines Berufes und Standes festgelegt. Dies stellte eine Beschneidung der Privilegien des Széklerlandes dar.

## Die Einrichtung der Militärgrenze, die Aufstellung der Grenzwache und das Siculicidium
1761 gab es erste Vorschläge, in Siebenbürgen eine Militärgrenze zum Osmanischen Reich mit einer Grenzwache von 7000 Mann einzurichten. 1762 beauftragte Kaiserin Maria Theresia Adolf Nikolaus von Buccow mit der Aufstellung der Grenzwache, die teils aus Freiwilligen, teils unter Zwang rekrutiert wurde. Es kam zu Unruhen und die Székler stellten erste Forderungen als Gegenleistung für ihren Dienst: Die alten Gesetze und Privilegien sollten wiedereingeführt werden und Székler Truppen sollten nicht außerhalb Siebenbürgens eingesetzt werden dürfen. Später wurden die Forderungen dahingehend erweitert, dass die Székler nur unter ihren eigenen Offizieren dienen durften. Székler, die den Dienst in der Grenzwache wieder quittierten, gaben ihre Waffen nicht ab. Sondern behielten sie als Entschädigung für die Waffen, die 1711 abgegeben werden mussten.

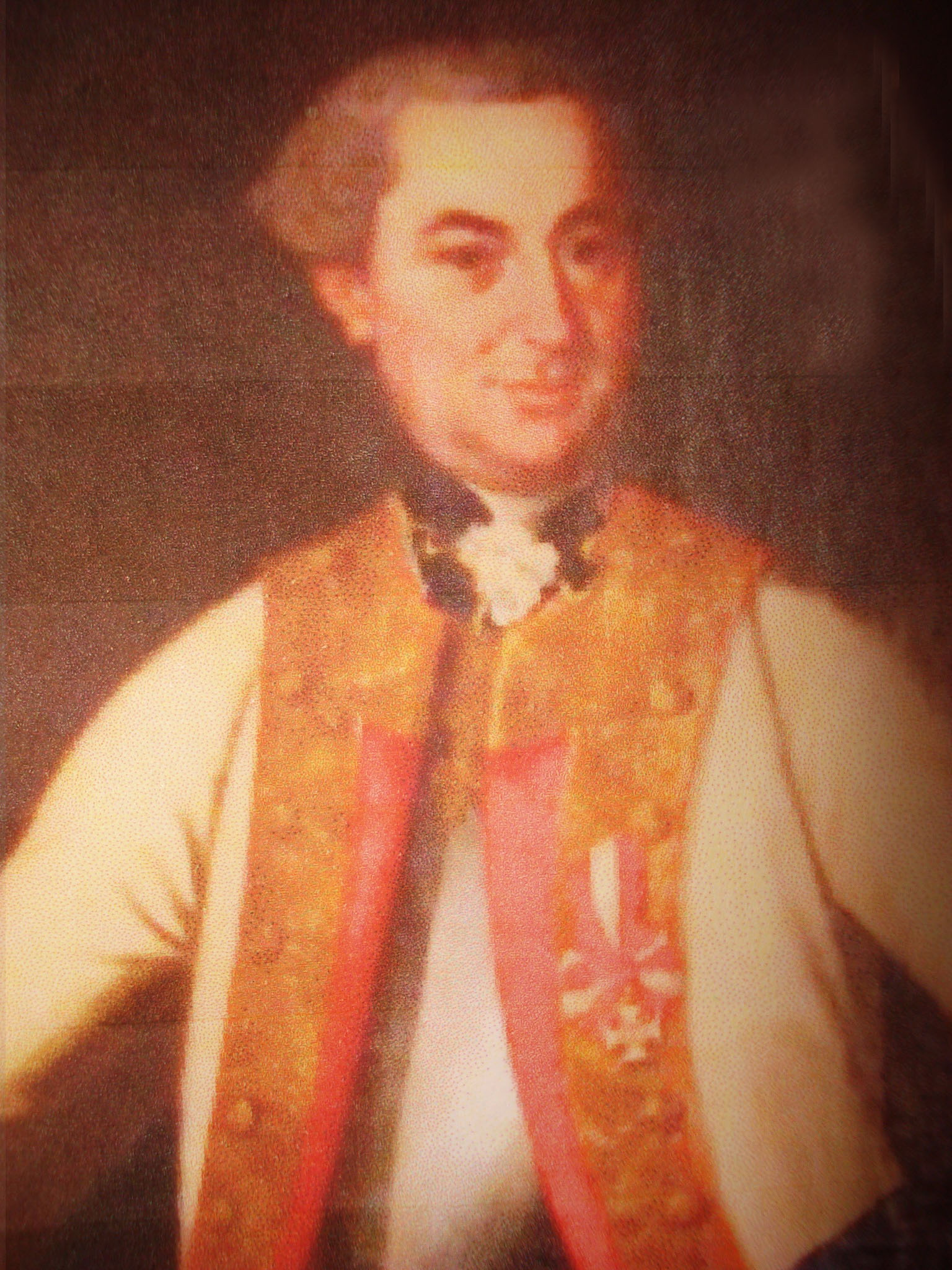
Joseph Freiherr Siskovich kommandierte die habsburgischen Truppen beim Siculicidium

Ab 1763 sollte die Grenzwache nur noch aus Freiwilligen rekrutiert werden und es wurde mit Baron Joseph von Siskovics (kroatisch Josip Šišković; ungarisch József Siskovics) ein neuer Mann mit der Aufstellung der Grenzwache betraut. Die Székler begannen jedoch, sich zu organisieren, es begannen Gespräche über eine nationale Versammlung der Székler. Am 8. Oktober 1763 erließ Kaiserin Maria Theresia ein Patent, um den rechtlichen Status der Grenzwache klarzustellen: Der Grenzwache würde Lohn gezahlt werden, ihre Steuerlast würde in Friedenszeiten um ein Drittel reduziert und in Kriegszeiten vollständig erlassen werden, und ihr Dienst für die Verwaltung würde im Wesentlichen auf Straßenbau begrenzt werden. Außerdem erlaubte sie von Buccow, seinen Posten in Siebenbürgen wieder anzutreten, wenn auch unter der Einschränkung, nicht mehr für die Aufstellung der Grenzwache zuständig zu sein. Nichtsdestotrotz entstand ein Konkurrenzkampf um Prestige zwischen Siskovich und von Buccow.
Im Dezember 1763 verweigerten immer noch viele Székler den Dienst und zogen sich in die Wälder und höhere Lagen zurück, um Schutz vor den österreichischen Truppen zu suchen. Siskovich befürchtete eine Ausbreitung der Unruhen und befahl am 7. Januar 1764 die Erstürmung des Lagers der Rebellen in Madéfalva. Die Székler leisteten keinen Widerstand, sondern ergriffen die Flucht, trotzdem wurden sie von den Truppen niedergemetzelt. 400 Menschen verloren ihr Leben, darunter auch Frauen und Kinder. Dieses Massaker wird seitdem als Siculicidium bezeichnet.

## Folgen
Nach dem Siculicidium konnte die Grenzwache in  zweieinhalb Monaten aufgestellt werden. Viele Székler flohen jedoch aus ihrer Heimat nach Moldawien, wo sie sich den dort bereits ansässigen Csángós anschlossen und die sogenannten Bukowinaer Székler begründeten. Als die Bukowina 1774 unter österreichische Kontrolle geriet, wurden diese Székler begnadigt und aufgerufen, diese entvölkerte Region neu zu besiedeln.
Die Ereignisse blieben im kollektiven Gedächtnis der Székler erhalten. 1899 errichtet der Bildhauer Miklós Köllő (1861–1900) den Obelisk in Madéfalva: ein Turulvogel, der auf einem pyramidenförmigen Sockel sitzt, und mit einer Tafel, die an das Massaker erinnert. Weil das Massaker aber gleichzeitig auch die Gruppe der Bukowinaer Székler begründete, feiern diese den Tag des Massakers auch als den Geburtstag ihrer Gemeinschaft.